# The Science of Things
The Science of Things —en español: La ciencia de las cosas— es el tercer álbum de estudio de la banda británico Bush. Fue publicado el 26 de octubre de 1999. Fue el último álbum de Bush con el sello discográfico Trauma y cuenta con muchas electrónicos influencias y, mientras éxito, vendió menos que sus predecesores, alcanzando un platino certificación y el número once de los Estados Unidos.

## Lista de canciones
| N.º | Título                            | Duración |  |
| 1.  | «Warm Machine»                    | 4:26     |  |
| 2.  | «Jesus Online»                    | 3:44     |  |
| 3.  | «The Chemicals Between Us»        | 3:37     |  |
| 4.  | «English Fire»                    | 3:31     |  |
| 5.  | «Spacetravel»                     | 4:45     |  |
| 6.  | «40 Miles from the Sun»           | 3:39     |  |
| 7.  | «Prizefighter»                    | 5:41     |  |
| 8.  | «The Disease of the Dancing Cats» | 4:01     |  |
| 9.  | «Altered States»                  | 4:10     |  |
| 10. | «Dead Meat»                       | 4:16     |  |
| 11. | «Letting the Cables Sleep»        | 4:36     |  |
| 12. | «Mindchanger»                     | 4:48     |  |

## Posiciones
| Lista (1999)                       | Posición |
| ---------------------------------- | -------- |
| Australian Albums Chart (ARIA)     | 70       |
| Austria (Ö3 Austria)               | 18       |
| Bélgica (Ultratop flamenca)        | 49       |
| Canadá (Billboard Canadian Albums) | 6        |
| Países Bajos (Album Top 100)       | 48       |
| European Albums Chart              | 33       |
| Alemania (Media Control Charts)    | 19       |
| Nueva Zelanda (Recorded Music NZ)  | 36       |
| Scottish Albums (OCC)              | 33       |
| Suiza (Schweizer Hitparade)        | 99       |
| Reino Unido (UK Albums Chart)      | 28       |
| Estados Unidos (Billboard 200)     | 11       |

## Personal
- Gavin Rossdale - guitarra, coros, voces
- Robin Goodridge - tambores
- Dave Parsons - bajista
- Nigel Pulsford - guitarra